# Leonhard Thurneysser

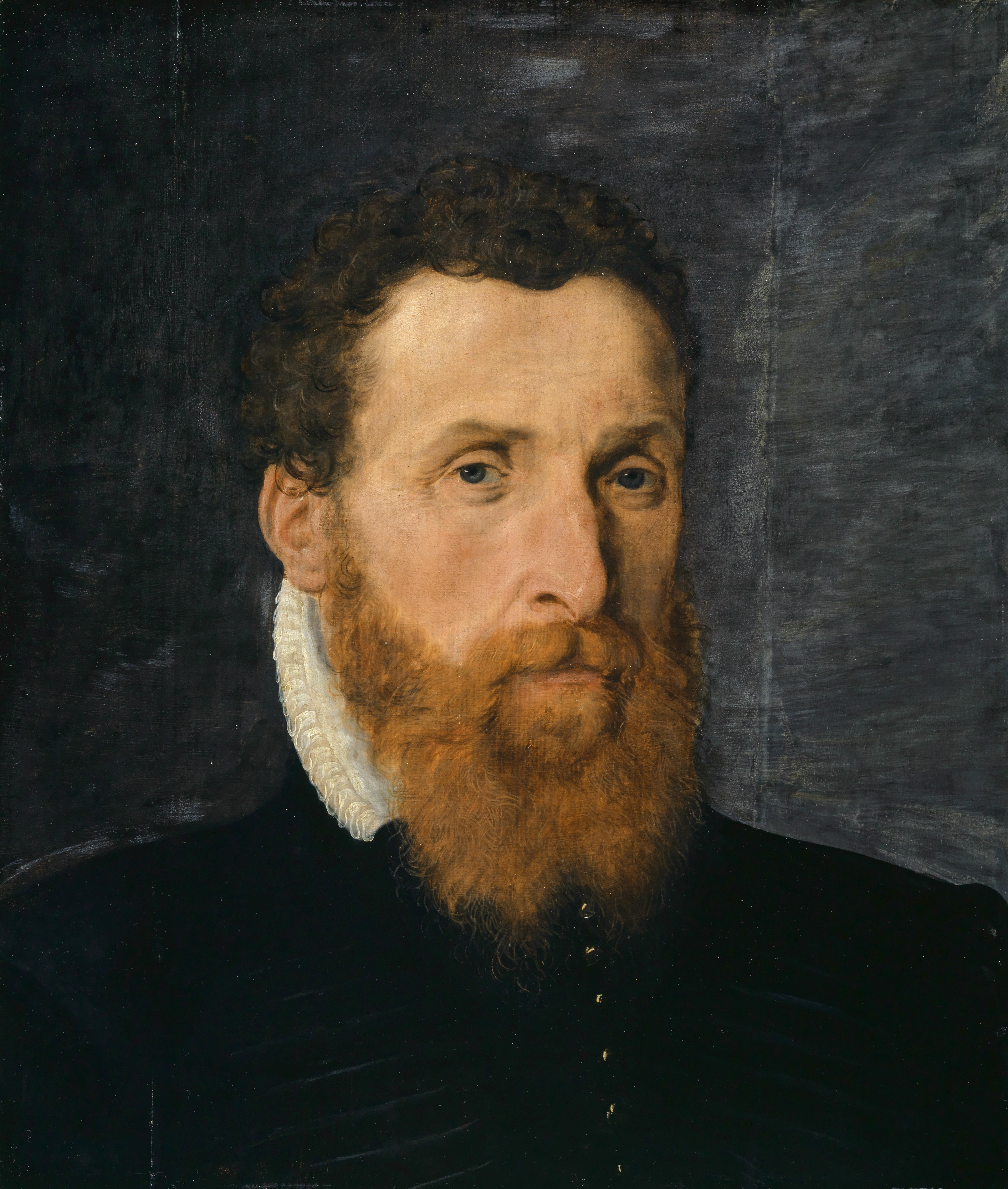
Frans Floris de Vriendt I.: Bildnis des Leonhard Thurneysser, 1569? (Kunstmuseum Basel)

Leonhard Thurneysser (zum Thurn), auch Leonhard Thurneisser und Leonhardt Thurneisser zum Thurn (* 22. Juli 1531 in Basel; † 8. Juli 1596 in Köln) war ein Schweizer Goldschmied, Metallurg und Hüttentechniker sowie Gelehrter und wirkte als Leibarzt am Hofe des Brandenburger Kurfürsten Johann Georg.

## Leben und Wirken

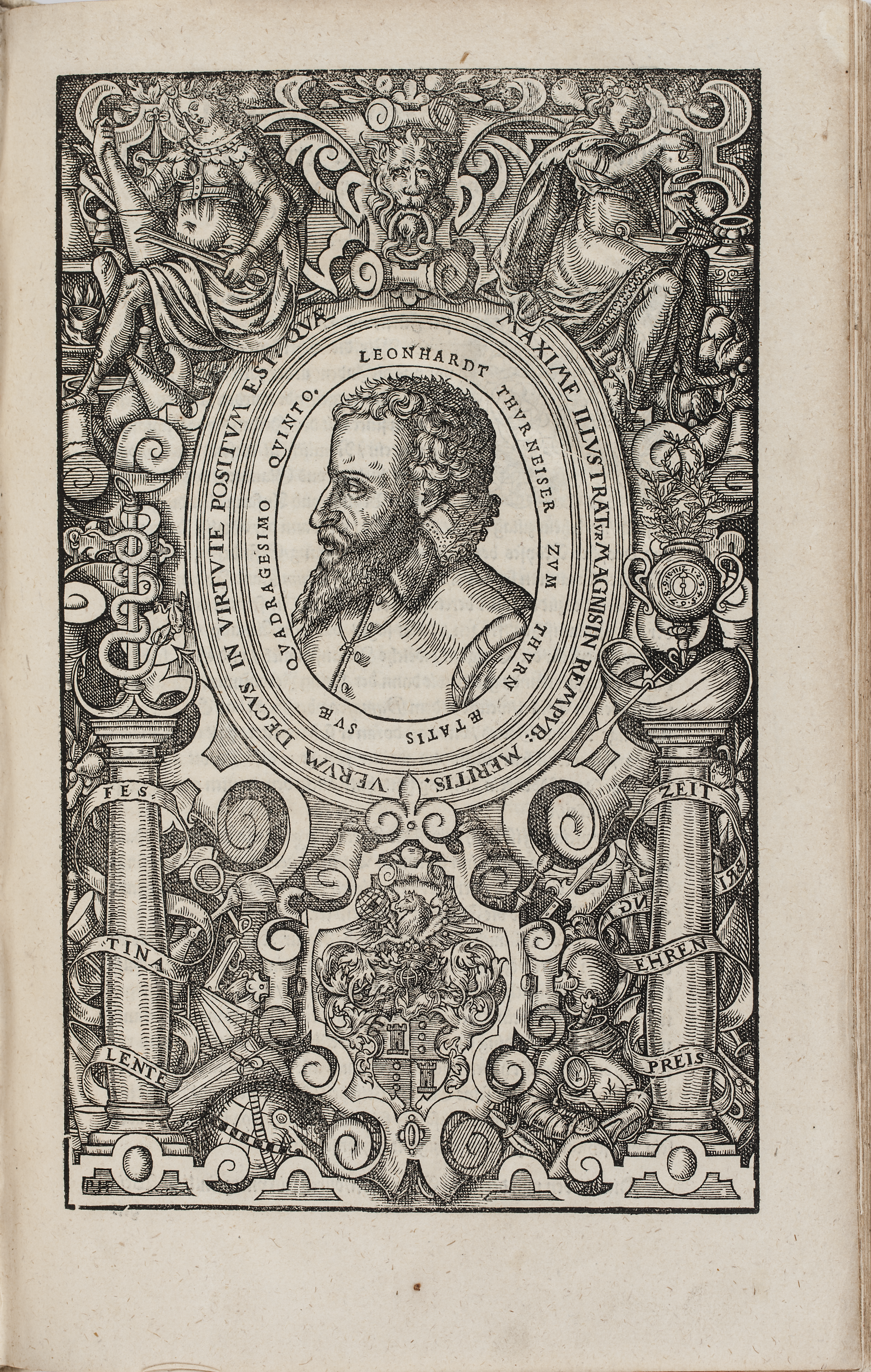
Porträt des Leonhard Thurneysser von Frantz Friderich (Archidoxia, 1575)

Als Sohn eines Goldschmieds entwickelte Leonhard Thurneysser zum Thurn ein Interesse zur Mineralogie und Alchemie. Er erlernte bei seinem Vater das Goldschmiedehandwerk und diente darüber hinaus dem Basler Medizinprofessor Johannes Huber als Famulus und half Kräuter zu sammeln und Arzneien zuzubereiten. Diese Kenntnisse verwendete er später in seiner Schrift Historia. Bei Huber fand Thurneysser auch Zugang zu den Schriften des Paracelsus, welche ihn tief prägten.
Ab 1547 führte Leonhard Thurneysser ein Wanderleben, bis er 1555 in seiner Heimat Basel heiratete. Er wurde Mitglied der „Zunft der Hausgenossen“ (Geldwechsler und Goldschmiede). Jedoch ging Thurneysser 1558 wieder auf Wanderschaft.
1559 betätigte er sich erfolgreich als Metallurg im Tiroler Tarrenz und wurde Unternehmer eines Bergwerks. Bald galt Thurneysser bei dem Kaiser Ferdinand I. und dessen Söhnen, sowie bei Persönlichkeiten wie den Gelehrten Pietro Paolo Vergerio und Gerolamo Cardano und anderen als Experte in den Bereichen der Pharmazie, Chemie, Metallurgie, Botanik, Mathematik, Astronomie und Medizin. Die Frau von Erzherzog Ferdinand II. von Habsburg, Landesfürst von Tirol Philippine Welser veranlasste Thurneysser zu weiteren Reisen, unter anderem durch den Orient und Nordafrika. Er sammelte Mineralien, Pflanzen und Arzneirezepte. Nach diesen Reisen verstand er sich nicht mehr als Metallurge, sondern praktizierte nun als Apothekenarzt.
Von 1569 bis 1570 lebte Leonhard Thurneysser in Münster. Der dortige Bischof Johann III. von Hoya erteilte seinem Leibarzt Thurneysser den Auftrag eine Apotheke einzurichten, jedoch überstiegen die Vorstellungen von Thurneysser über die Ausstattung der Apotheke die Mittel des Bischofs.
Das erste Zusammentreffen zwischen Thurneysser und dem brandenburgischen Kurfürsten Johann Georg fand in Frankfurt an der Oder statt, wo Thurneysser die kränkelnde Gemahlin des Kurfürsten heilte. Johann Georg ernannte ihn daraufhin zu seinem Leibarzt und nahm ihn mit nach Berlin bei einem Gehalt von 1352 Talern. Für seine Arbeiten stellte Johann Georg ihm einen Teil des ehemaligen Franziskanerklosters zur Verfügung, das heute als Graues Kloster bekannt ist. Thurneysser leitete auch den Aufbau der Glashütte auf Burg Grimnitz.
Leonhard Thurneysser richtete im Grauen Kloster seine Wohnung, seine Bibliothek, eine Druckerei sowie seine Laboratorien ein. Aufgrund seiner selbst erstellten Heilverfahren und offensichtlicher medizinischer Scharlatanerie, der er sich zudem auch als Alchemist und Goldmacher betätigt hatte, wurde er schnell zu einem reichen Mann, außerdem verkaufte er astrologische Kalender, Horoskope und Talismane zum Schutz vor dem Bösen. Er behauptete, in der Mark Brandenburg Orte zu kennen, an denen Saphire, Rubine und Smaragde zu finden seien, außerdem enthalte der Schlick der Spree Gold. In seiner Druckerei produzierte er Schriften in unterschiedlichsten Alphabeten und nutzte dafür neben deutschen, lateinischen, griechischen und hebräischen Lettern auch solche mit arabischen Schriftzeichen. Er richtete das erste naturwissenschaftliche Kabinett in Brandenburg ein, legte einen botanischen Garten an und hielt exotische Tiere auf dem Hof.
Einen Wendepunkt in seinem Leben stellte eine Reise 1579 in seine Heimatstadt Basel dar. Hier heiratete er seine dritte Frau und holte einen großen Teil seiner Reichtümer nach Basel. Nach heftigen Streitigkeiten mit seiner Frau kehrte Leonhard Thurneysser 1580 nach Berlin zurück, verlor jedoch dabei seine Besitztümer in Basel, die beschlagnahmt und der Frau zugesprochen wurden. 1584 verließ er Berlin endgültig und ließ sich katholisch taufen. Seine Druckerei in Berlin übernahm kurzzeitig der Philologe Wilhelm Hilden. Kurze Zeit lebte er in Rom; ab 1590 v. a.  in der Schweiz und in Deutschland. Anfang Juli 1596 kam er in Köln an, wo er bald starb (lt. Eikermann, 2012,  am 9. Juli  um 4 Uhr morgens im Haus eines Goldschmieds) und bei den Dominikanern im Kölner Predigerkloster „ad latus Alberti Magni“ beerdigt wurde.

Seite aus den Archidoxa (links ein Destillierkolben), 1575, wie sie sich auch in der Confirmatio von 1576 findet

Zu den beeindruckendsten Büchern aus seiner Werkstatt zählt gleichzeitig eines seiner Hauptwerke, seine Archidoxa, ein großformatiges Buch in Form eines Astrolabiums mit Planetentafeln, das es – den richtigen Gebrauch vorausgesetzt – dem Benutzer ermöglichen sollte, Vorhersagen zum persönlichen Schicksal oder zu Naturereignissen zu treffen. Die graphische Gestaltung übernahm der Radierer, Holzschnittmacher und Zeichner Jost Amman. Der vollständige Titel der zweiten Auflage in der damaligen Orthographie lautet:
Archidoxa. Dorin der recht war Motus, Lauff vnd Gang auch heimligkeit, Wirckung vnd Krafft der Planeten Gstirns vnd gantzen Firmaments Mutierung vnd ausziechung aller Subtiliteten vnd das Fünffte wesen auss den Metallen sampt dem auszug vnd Verstandt des Astrolabij vnd aller Zircklen Caracter vnd Zeichen.
Zum andern mal vnd jetz von newen gemert vnd sampt dem verstand der Caracter an tag geben. Durch Leonhart Thurneisser zum Thurn. Churfürstlichen Brandenburgischen Bestalten Leibs Medicum. Berlin: Im Grawen Closter. 1575
In einer 1576 veröffentlichten Schrift (Confirmatio) beschreibt er eine mittels Destillation des Harns erfolgende Krankheitsdiagnostik. Diese spekulative Harndiagnostik knüpft an eine uroskopische Repräsentationtheorie an, wie sie im 13. Jahrhundert von Actuarius angewendet wurde. Dabei wird eine Körper-Harnglas-Analogie angenommen. Dem Harnglas entspricht bei Thurneysser der Destillierkolben (ebenfalls als Analogon zum menschlichen Körper), mit dem die bei Paracelsus und den Paracelisten dargestellten drei Prinzipien „Schwefel“, „Salz“ und „Quecksilber“ durch fraktionierte Destillation getrennt und jeweils gewogen werden.
Weiterhin verfasste er 1583 eine einer Enzyklopädie ähnelnde Schrift Magna Alchymia, die ein Wörterbuch von Begriffen enthielt, wie sie von Paracelsus verwendet wurden. Diese Schrift enthielt aber auch die Sammlung seiner mineralogischen Kenntnisse.
In Berlin war Thurneysser auch noch im 19. Jahrhundert bekannt, wie u. a. „Die Brautwahl“ (1819) von E.T.A. Hoffmann belegt (dort genannt „Leonhard Turnhäuser zum Thurm“, vgl. u. a. in der von Günter de Bruyn herausgegeben Sammlung „Gespenster in der Friedrichstadt. Berlinische Geschichten“ von E. T. A. Hoffmann, Buchverlag Der Morgen 1986). 1891 wurde nach ihm in Berlin-Gesundbrunnen die Thurneysserstraße benannt.

## Schriften (Auswahl)
- Προκατάληψις Oder Praeoccupatio, Durch zwölff verscheidenlicher Tractaten, gemachter Harm Proben. Gedruckt zu Frankfurt an der Oder, durch Johann Eichorn, 1571 (Google Books)
- Pison. Das erst Theil. Von Kalten, Warmen Minerischen vnd Metallischen Wassern, sampt der vergleichunge der Plantarum vnd Erdgewechsen. Frankfurt an der Oder 1572 (Google Books)
- Archidoxa, dorin der recht war Motus der Planeten. Gedruckt zu Berlin im Grawen Closter Anno 1575. (Google Books)
- Βεβαίωσις ἀγονίσμου. Das ist Confirmatio Concertationis, oder ein Bestettigung deß Jenigen so Streittig, Häderig, oder Zenkisch ist, wie dann auß unverstandt die Neuwe und vor unerhörte erfindung der aller Nützlicheste[n] und Menschlichem geschlecht der Notturftigesten kunst dess Harnnprobirens ein zeitlang gewest ist. Gedruckt zu Berlin im Grawen Closter Anno 1576 (Google Books).
- Historische Practick. Auff das Jar M.D.LXXVII. Leonhard Thurneissers zum Thurn, Churfürstlichen Brandenburgischen bestalten leibs Medici, zusamen geleßen auß dem Almanach... Strasburg 1577 (Google Books)
- Magna Alchymia. 1583.
- Melitsah kai hermeneia. Das ist ein Onomasticvm vnd Interpretatio oder außführliche Erklerung, Leonharten Thurneyssers zum Thurn, Churfürstischs Brandenburgischs bestalten Leibs Medici. 1583 (Google Books)
- Historia unnd Beschreibung influentischer, elementischer und heimischer natürlicher Wirckungen aller fremden und heimischen Erdgewechssen. Berlin 1578, übersetzt als Historia sive descriptio plantarum. 1578.
- Alt und New Allmanach und Schreibcalender, sampt Verenderung des Wetters, mit eingefürter Practica, auff das Jahr 1591. Calculiert und beschrieben durch Leonhard Thurneisser, jetzt zu Rom Astro. Gedruckt zu Notopyrgen (Frankfurt a. M.) im jar 1591. (Google Books)